# Vasilis Vasilicós
Vasilis Vasilicós (en griego: Βασίλης Βασιλικός) (18 de noviembre de 1933-30 de noviembre de 2023) fue un prolífico escritor griego, que desarrolló una amplia actividad en el mundo de la cultura.
Nació el 18 de noviembre de 1933 en Kavala, ciudad del norte de Grecia. Estudió Derecho en Salónica y posteriormente realizó estudios de televisión y dramaturgia en Estados Unidos. Residió varios años en Italia y en Francia. Durante la Dictadura de los Coroneles (1967-1974) se vio obligado a exiliarse, debido a sus actividades políticas.
Como escritor, Vasilicós fue altamente prolífico y fue traducido a muchas lenguas. Publicó más de cien libros, entre ellos novelas, relatos, obras teatrales y poesía. Su obra más conocida es la novela política Z (1967), que recrea los hechos que rodearon el asesinato del político Grigoris Lambrakis. Esta novela se ha traducido a más de treinta y dos idiomas, incluido el español, traducción realizada por Guadalupe Flores Liera, y es la base de la película Z (1969) dirigida por Costa-Gavras, con música de Mikis Theodorakis y guion de Jorge Semprún.
Entre 1981 y 1984, fue director general suplente del canal estatal de televisión griego ERT-1. También trabajó en el mundo del cine, como periodista y como traductor. De 1996 a 2004 fue embajador de Grecia ante la Unesco.

## Algunos libros traducidos al español
- Z, Sudamericana, 1970
- El fusil arpón, Sudameriana, 1971
- El monarca, Plaza & Janés, 1975
- Diario de Z, Sudamericana, 1984
- El forense, Plaza & Janés, 1982
- Poemas, Universidad Autónoma de Puebla, 1989
- Trilogía, Ediciones Clásicas, 1998 (incluye: La hoja, El pozo y La angelización)
- Lo poco que sé de Glafcos Zrasakis, Editorial Hoja de Lata, 2014[3]